# Maskerbloem
Maskerbloem (Mimulus) is een geslacht van planten dat bij de familie Scrophulariaceae werd ingedeeld, maar wordt in APG III en in APG IV op grond van fylogenetisch onderzoek, gebaseerd op DNA-analyse, ingedeeld bij de familie Phrymaceae. Het geslacht heeft twee diversiteitscentra: in het westen van Noord-Amerika en in Australië. Sommige soorten komen ook voor in Oostelijk Noord-Amerika, Zuid-Amerika, Oost- en Zuid-Azië of in Zuid-Afrika. In Centraal-Europa zijn twee soorten ingeburgerd en zijn dus neofyten.
De meeste soorten groeien op vochtige plaatsen in bossen, langs bosranden en langs waterkanten nabij rivieren.

## Beschrijving
De meeste Mimulus soorten zijn eenjarige of meerjarige kruidachtige planten. Slechts een paar soorten zijn halfstruiken die een houtachtige basis hebben. In de regel zijn dit landplanten, maar er zijn ook waterplanten, zowel die met ondergedompelde bladeren als die met bladeren die boven het water staan. Er zijn zowel rechtop groeiende soorten als liggende en kruipende soorten. De stengels zijn rond tot vierkant en in doorsnede gevleugeld. De planten kunnen kaal zijn of bezet met klierharen. De bladeren zijn tegenoverstaand. Bij de meeste soorten hebben de bladeren een brede ovale tot ronde vorm met een stompe punt. De bladrand kan gaaf of getand zijn.

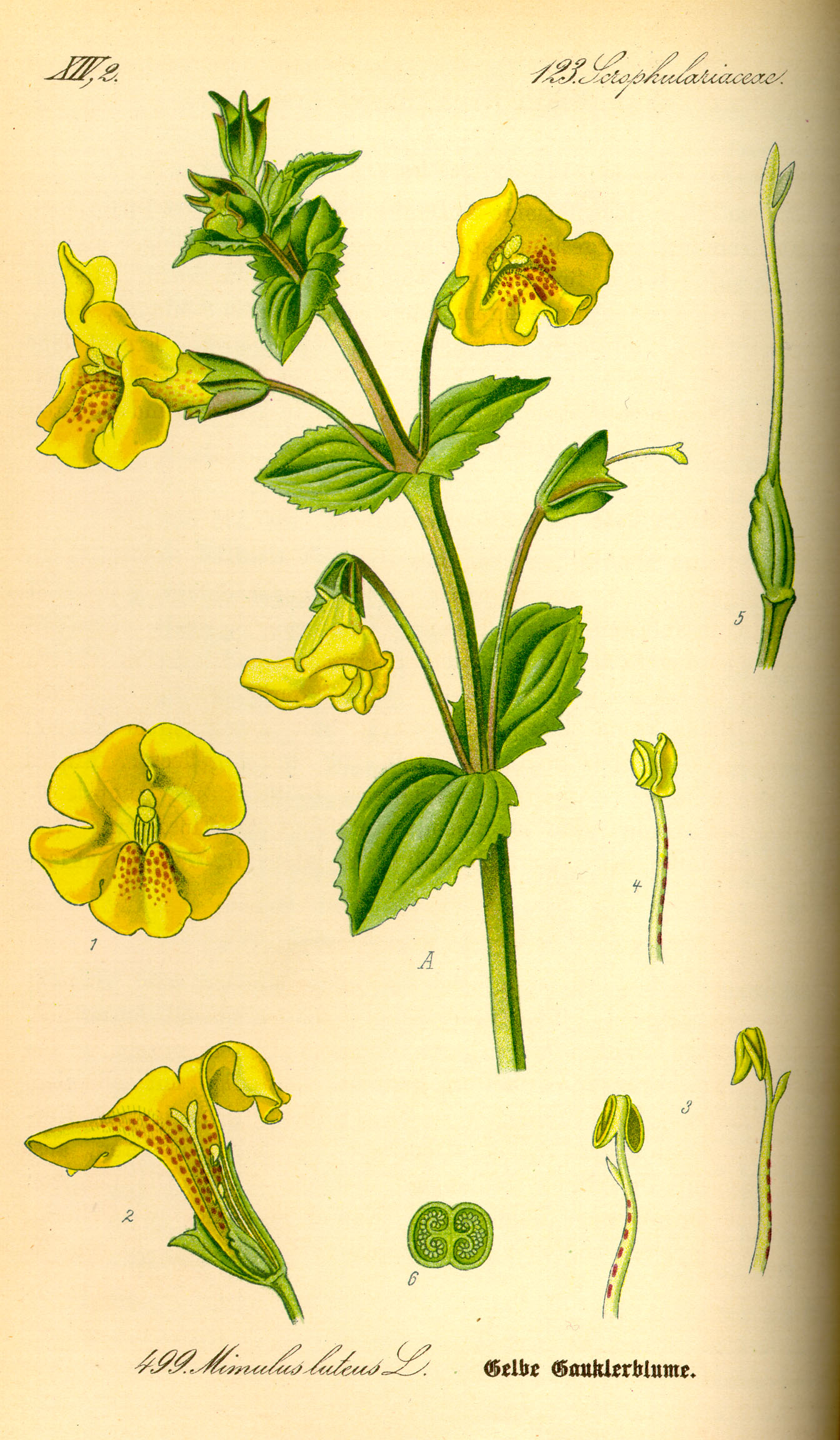
Gele maskerbloem (Mimulus guttatus)
Illustratie uit:
Otto Wilhelm Thomé: Flora von Deutschland, Österreich und der Schweiz, Gera (1885)

De tweeslachtige bloemen staan afzonderlijk of in trosachtige bloeiwijzen aan de stengeluiteinden of afzonderlijk in de bladoksels. De tweeslachtige, zygomorfe bloemen zijn vijftallig. 
De groene kelkbuis, die altijd korter is dan de kroonbuis, eindigt aan de voorkant in vijf slippen. Het heeft vijf ribben, waarbij de ribben vaak uitsteken, vaak zelfs licht gevleugeld zijn. 
Er zijn gele, rode, roze, paarse en blauwe bloemen. De kroonbladen zijn uitgegroeid tot een kroonbuis (deze kan buis- tot klokvormig zijn) die eindigt met twee lippen. De onderlip bestaat uit drie lobben, die meestal vlak naar voren of iets naar beneden gericht zijn, wat een goede landingsplaats biedt voor bestuivende insecten. De bovenlip bestaat uit twee meestal rechtopstaande tot gebogen lobben. Bij veel soorten zijn de lobben van de twee lippen afgerond, maar er zijn ook totaal andere vormen. De onderlip links en rechts bij de ingang van de bloemkroon is echter altijd naar boven uitgebold, maar bij de meeste soorten wordt de keel door deze uitbollingen niet afgesloten. 
De stamper heeft twee lobben, die bij aanraking snel dichtklappen. Het vruchtbeginsel bestaat meestal uit twee begroeide vruchtbladeren.
De vruchten zijn doosvruchten met kleine zaadjes.

## Soorten
Soorten sensu lato
- Mimulus alatus
- Mimulus alsinoides
- Mimulus aurantiacus, synoniem Diplacus aurantiacus.
- Mimulus bigelovii
- Mimulus breviflorus
- Mimulus brevipes
- Mimulus breweri
- Mimulus cardinalis
- Mimulus clementii
- Mimulus cupreus
- Mimulus debilis F.Muell.
- Mimulus dentatus
- Mimulus douglasii
- Mimulus filicaulis
- Mimulus floribundus
- Mimulus fremontii
- Mimulus glabratus
- Mimulus glaucescens
- Mimulus glutinosus
- Mimulus gracilis R.Br.
- Mimulus guttatus
- Mimulus laciniatus
- Mimulus lewisii
- Mimulus longiflorus, synoniem Diplacus longiflorus.
- Mimulus luteus
- Mimulus micranthus
- Mimulus moschatus
- Mimulus nudatus
- Mimulus nasutus
- Mimulus palmeri
- Mimulus parishii
- Mimulus pilosus
- Mimulus primuloides
- Mimulus puniceus, synoniem Diplacus puniceus.
- Mimulus repens R.Br.
- Mimulus ringens
- Mimulus roseus
- Mimulus rupicola
- Mimulus shevockii
- Mimulus stellatus
- Mimulus tilingii
- Mimulus variegatus

Soorten sensu stricto na 2012
- Mimulus alatus — oostelijk Noord-Amerika
- Mimulus aquatilis — Queensland, Australië
- Mimulus gracilis — Australië
- Mimulus madagascariensis — Madagascar
- Mimulus orbicularis — Bangladesh tot Myanmar, centraal Thailand en Vietnam
- Mimulus ringens — oostelijk Noord-Amerika
- Mimulus strictus — Afrika, India en Australië